# 霞ヶ関郵便局
霞ヶ関郵便局（かすみがせきゆうびんきょく）は、東京都千代田区霞が関にある郵便局である。

## 概要
住所：〒100-0013 東京都千代田区霞が関1-2-1
- 中央合同庁舎第1号館の敷地内にあるが、同じ千代田区内の宮内庁内郵便局とは異なり、利用制限は特にない。一般の出入り口とは別に、庁舎と直接繋がっている出入り口がある。こちらからは関係者以外の出入りはできない。
- 郵政民営化以前は無集配普通郵便局であった。

## 沿革
- 1945年（昭和20年）5月16日 - 大本営海軍部内（だいほんえいかいぐんぶない）郵便局として開局。
- 1945年（昭和20年）9月14日 - 海軍省内（かいぐんしょうない）郵便局に改称。
- 1945年（昭和20年）12月1日 - 霞ヶ関郵便局に改称。
- 1978年（昭和53年）5月20日 - 風景印使用開始。
- 1986年（昭和61年）4月1日 - 風景印の図案変更。
- 2007年（平成19年）10月1日 - 民営化。
- 2012年（平成24年）10月1日 - 日本郵便株式会社発足。

## 取扱内容
- 郵便、印紙、ゆうパック、内容証明
- 貯金、為替、振替、振込、国債
- 生命保険、バイク自賠責保険、がん保険
- ゆうちょ銀行ATM

## 風景印
- 1978年5月20日使用開始。1986年4月1日、現在の図案に変更。
- 現在の図案は『国会議事堂』、『官庁街』、『陸奥宗光像』。
- 使用開始時の図案は『奥州古街道霞ヶ関関所跡』、『官庁街』、『国会議事堂』であった。

## 周辺
- 外務省庁舎
- 経済産業省総合庁舎
- 財務省庁舎

## アクセス
- 東京メトロ丸ノ内線・日比谷線・千代田線霞ケ関駅から徒歩約1分
- 駐車場なし